# سليمان زنقلي
سليمان زنقلي (مواليد 17 أبريل 1965) هو ملاكم جزائري.

## المسيرة
تنافس في الألعاب الأولمبية الصيفية لعام 1988 وعام 1992. في الألعاب الأولمبية الصيفية 1988، تم إقصاء سليمان زنقلي في الجولة الثالثة في فئة وزن بانتام على يد السوفييتي ألكسندر أرتيمييف. في الألعاب الأفريقية لعام 1991، فاز سليمان زنقلي بالميدالية الفضية في فئة وزن بانتام، وخسر في النهائي أمام الأوغندي فريد موتوييتا. في الألعاب الأولمبية الصيفية 1992، تم إقصاؤه في الجولة الثانية في فئة وزن بانتام على يد المغربي محمد عشيق.